# アレクサンドリア (映画)
『アレクサンドリア』（原題: Ágora）は、2009年に公開されたスペイン製作の映画。

## 概要
西暦4世紀、キリスト教が定着し異教の排斥が行なわれ始めた時代の、女性天文学者ヒュパティアの学問に殉じた半生をアレクサンドリアを舞台に描く。天動説に疑問を感じ、何らかの地動説を肯定できる理由を模索し続けた彼女は、弟子のオレステスや奴隷のダオスに愛慕を受けるが、それを拒み研究に没頭してゆく。その一方でキリスト教徒は、自らの宗教の絶対性を民衆に訴え、古来の神々を愚弄する。ヒュパティアの父テオンらはこれに憤り、剣を抜いて応戦するも退けられ、クリスチャンである皇帝は異教徒の一方的な罪を宣告する。アレクサンドリアの大図書館は異教の魔窟として破壊され、異教徒には改宗か出国しか道は残されなかった。その中で改宗を拒み、青年たちに学問を教え続けるヒュパティアは、都の人々から魔女とみなされる。

## 登場人物
ヒュパティア
演 - レイチェル・ワイズ、吹替 - 田中敦子
哲学者で天文学者。
ダオス
演 - マックス・ミンゲラ、吹替 - 野島健児
ヒュパティアに想いを寄せる奴隷。後に強硬派のキリスト教徒に。
オレステス
演 - オスカー・アイザック、吹替 - 土田大
ヒュパティアを愛する弟子。後にエジプト長官に。
テオン
演 - マイケル・ロンズデール、吹替 - 木村雅史
ヒュパティアの父。アレクサンドリア図書館の最後の館長。
キュリロス
演 - サミ・サミール、吹替 - 遠藤大智
強硬派のキリスト教徒。後にアレクサンドリア総主教に。
アンモニオス
演 - アシュラフ・バルフム、吹替 - 宮内敦士
強硬派のキリスト教徒。オレステスに石をぶつけたことで処刑される。
シュネシオス
演 - ルパート・エヴァンス、吹替 - 平川大輔
ヒュパティアを慕う弟子。後にキュレネの主教に。
アスパシウス
演 - ホマユン・エルシャディ
ヒュパティアの奴隷で研究の助手。
メドルス
演 - オシュリ・コーエン

## スタッフ
- 監督・脚本：アレハンドロ・アメナーバル